# Mattias Svanberg
Mattias Olof Svanberg, född 5 januari 1999 i Sankt Pauli församling i Malmö, är en svensk fotbollsspelare som spelar för VfL Wolfsburg. Han är son till tidigare ishockeyspelaren Bo Svanberg och tidigare SM-mästaren i tresteg Stina Funke.

## Klubbkarriär
Svanberg inledde karriären hos Bunkeflo IF, vilka sedermera blev LB07. Inför säsongen 2013 tog Mattias Svanberg klivet från LB07 till Malmö FF. I det allsvenska mötet med Djurgårdens IF den 7 juni 2015 var Svanberg för första gången med i en allsvensk trupp. Mittfältaren blev dock utan speltid, då han fick sitta kvar på bänken i hela matchen. Han gjorde sin tävlingsdebut i cupmatchen mot Götene IF den 8 november samma år. Detta då han byttes in i halvtid. Svanberg gjorde sin Allsvenska debut den 28 maj 2016 då han byttes in i den 82:a minuten i en 4-1-seger borta mot Östersunds FK. Han noterades för sin första poäng redan efter 12 minuter då han assisterade Viðar Örn Kjartansson till dennes tredje mål för matchen. Han gjorde sitt första allsvenska mål den 25 september 2016, då han på tilläggstid fastställde slutresultatet 2-0 i derbyt mot Helsingborgs IF på hemmaplan.
I sin första allsvenska match från start, borta mot Falkenbergs FF, den 26 oktober 2016 gjorde Svanberg succé med ett mål och en assist. I och med segern med 3-0 så blev Malmö FF svenska mästare 2016.
Den 27 juli 2015 skrev Mattias Svanberg ett lärlingskontrakt med Malmö FF. Kontraktet skrevs till och med den 31 december 2016 och Svanberg tilldelades nummer 32. Innan kontraktet skrevs hade Svanberg deltagit i två träningsmatcher med Malmö FF, där A-lagsdebuten kom mot FC Höllviken den 21 maj. I mars 2016 förlängdes hans kontrakt fram till 2019.

### Bologna
Den 5 juli 2018 värvades Svanberg av italienska Bologna. Svanberg debuterade i Serie A den 16 september 2018 i en 1–0-förlust mot Genoa, där han blev inbytt i den 68:e minuten mot Andrea Poli.

### Wolfsburg
Den 16 juli 2022 värvades Svanberg av tyska VfL Wolfsburg, där han skrev på ett femårskontrakt.

## Landslagskarriär
Svanberg debuterade och gjorde ett mål för Sveriges landslag den 18 november 2019 i en 3–0-vinst över Färöarna.

## Karriärstatistik
| Klubb              | Säsong             | Liga               | Liga    | Liga | Nationell cup | Nationell cup | Internationell cup | Internationell cup | Totalt  | Totalt |
| Klubb              | Säsong             | Division           | Matcher | Mål  | Matcher       | Mål           | Matcher            | Mål                | Matcher | Mål    |
| ------------------ | ------------------ | ------------------ | ------- | ---- | ------------- | ------------- | ------------------ | ------------------ | ------- | ------ |
| Malmö FF           | 2015               | Allsvenskan        | 0       | 0    | 1             | 0             | —                  | —                  | 1       | 0      |
| Malmö FF           | 2016               | Allsvenskan        | 6       | 2    | 1             | 0             | —                  | —                  | 7       | 2      |
| Malmö FF           | 2017               | Allsvenskan        | 18      | 1    | 1             | 0             | 2                  | 0                  | 21      | 1      |
| Malmö FF           | 2018               | Allsvenskan        | 12      | 2    | 6             | 1             | —                  | —                  | 18      | 3      |
| Malmö FF           | Totalt             | Totalt             | 36      | 5    | 9             | 1             | 2                  | 0                  | 47      | 6      |
| Bologna            | 2018/2019          | Serie A            | 23      | 0    | 1             | 0             | —                  | —                  | 24      | 0      |
| Bologna            | 2019/2020          | Serie A            | 25      | 1    | 2             | 0             | —                  | —                  | 27      | 1      |
| Bologna            | 2020/2021          | Serie A            | 34      | 5    | 1             | 0             | —                  | —                  | 35      | 5      |
| Bologna            | 2021/2022          | Serie A            | 36      | 3    | 1             | 0             | —                  | —                  | 37      | 3      |
| Bologna            | Totalt             | Totalt             | 118     | 9    | 5             | 0             | —                  | —                  | 123     | 9      |
| VfL Wolfsburg      | 2022/2023          | Bundesliga         | 32      | 4    | 3             | 1             | —                  | —                  | 35      | 5      |
| VfL Wolfsburg      | 2023/2024          | Bundesliga         | 23      | 1    | 3             | 0             | —                  | —                  | 26      | 1      |
| VfL Wolfsburg      | Totalt             | Totalt             | 55      | 5    | 6             | 1             | —                  | —                  | 61      | 6      |
| Totalt i karriären | Totalt i karriären | Totalt i karriären | 209     | 19   | 20            | 2             | 2                  | 0                  | 231     | 21     |

1. ↑  Matcher i Champions League.

## Meriter
Malmö FF
- Allsvenskan (2): 2016, 2017